# Danuta Ryglewicz
Danuta Ryglewicz  (zm. 18 maja 2025) – polska neurolog, dr hab. nauk medycznych, profesor zwyczajny Instytutu Psychiatrii i Neurologii oraz Wojskowego Instytutu Medycyny Lotniczej.

## Życiorys
W 1970 ukończyła studia medyczne w  Akademii Medycznej w Warszawie. Obroniła pracę doktorską, 27 kwietnia 1998 habilitowała się na podstawie pracy zatytułowanej Umieralność i śmiertelność w udarach mózgu. 18 kwietnia 2005 nadano jej tytuł profesora w zakresie nauk medycznych. Została zatrudniona na stanowisku profesora zwyczajnego w Wojskowym Instytucie Medycyny Lotniczej oraz w Instytucie Psychiatrii i Neurologii.
Była wiceprezesem Polskiego Towarzystwa Neurologicznego, a także  zastępcą przewodniczącego i członkiem Komitetu Nauk Neurologicznych na V Wydziale Nauk Medycznych Polskiej Akademii Nauk oraz dyrektorem Instytutu Psychiatrii i Neurologii.